# 臭化1-メチル-3-プロピルイミダゾリウム
臭化1-メチル-3-プロピルイミダゾリウム（英: 1-Methyl-3-propylimidazolium bromide、PMIM Br）は、融点が100 °C未満のイオン液体である。

## 調製
臭化1-メチル-3-プロピルイミダゾリウムは、1-メチルイミダゾールと1-ブロモプロパンとの無溶媒超音波反応によって調製できる。

PMIM Br の合成

## 用途
臭化1-メチル-3-プロピルイミダゾリウムは溶媒として使用され、その際マイクロ波合成においても用いられる。